# تتبع (فلم)
تتبع (بالإنجليزية: Following) هو فيلم نيو نوار بريطاني من إنتاج عام 1998، أخرجه كريستوفر نولان. يسرد الفيلم قصة رجل شاب يتبع غرباء حول شوارع لندن ويُجر إلى عالم الإجرام حين يخفق في البقاء بعيدا. صنع الفيلم بميزانية صغيرة، ووُظف فيه هيكل حبكة غير عادي، نشاهده في العديد من أفلام نولان.

## وصلات خارجية
- مقالات تستعمل روابط فنية بلا صلة مع ويكي بيانات